# Пасиковский, Владислав
Владислав Пасиковский (пол. Władysław Pasikowski; род. 14 июня 1959 года, Лодзь) — польский режиссёр и сценарист. Наибольшую известность ему принесли фильмы «Кролль», «Псы», «Колоски» и «Джек Стронг».

## Биография
Владислав Пасиковский родился 14 июня 1959 года в Лодзи. Обладает высоким ростом — 202 см. Его отец был капельдинером в кинотеатре.
С 1978 по 1983 год Владислав учился на кафедре культурологии Лодзинского университета, затем, с 1983 по 1988 год — на режиссёрском отделении Лодзинской киношколы.
Начал работать на телевидении в 1988 году, до 1991 года был ассистентом режиссёра в телесериале «Пограничье в огне». В 1991 году Пасиковский выпустил свой дебютный фильм «Кролль», в котором выступил в качестве режиссёра и сценариста. С тех пор принимал участие в создании свыше 15 фильмов, многие из которых были отмечены различными кинопремиями.
Наиболее успешным фильмом в карьере Пасиковского польские кинокритики считают картину «Псы», отмечая, что созданный им образ главного героя Франца Маурера в исполнении Богуслава Линды стал одним из самых узнаваемых в польском кинематографе.
В 2002 году Владислав руководил постановкой «Кто боится Вирджинии Вулф?» на сцене театра «Повшехны».
За выдающийся вклад в польскую культуру, достижения в творчестве и художественной деятельности, в 2014 году Пасиковский был награждён Рыцарским крестом Ордена Возрождения Польши.
В 2015 году был награждён серебряной медалью «За заслуги в культуре Gloria Artis».

## Фильмография
| Год  | Фильм                                 | Режиссёр | Сценарист | Актёр |
| ---- | ------------------------------------- | -------- | --------- | ----- |
| 1991 | Кролль                                | Да       | Да        |       |
| 1992 | Псы                                   | Да       | Да        |       |
| 1994 | Псы 2                                 | Да       | Да        |       |
| 1996 | Сладко-горький                        | Да       | Да        | Да    |
| 1998 | Демоны войны                          | Да       | Да        |       |
| 1999 | Операция Самум                        | Да       |           |       |
| 2001 | Заказ на киллера                      | Да       | Да        |       |
| 2004 | Мент                                  | Да       |           |       |
| 2007 | Катынь                                |          | Да        |       |
| 2008 | Мент 2                                | Да       |           |       |
| 2012 | Ганс Клосс: Ставка больше, чем смерть |          | Да        |       |
| 2012 | Колоски                               | Да       | Да        |       |
| 2014 | Джек Стронг                           | Да       | Да        |       |
| 2014 | Варшавское восстание                  |          | Да        |       |
| 2018 | Питбуль. Последний пёс                | Да       | Да        |       |
| 2018 | Свидетель                             |          | Да        |       |
| 2019 | Курьер                                | Да       | Да        |       |
| 2020 | Псы 3                                 | Да       | Да        |       |

## Награды и номинации
| Год  | Награда                                      | Категория                       | Работа         | Результат |
| ---- | -------------------------------------------- | ------------------------------- | -------------- | --------- |
| 1991 | Кинофестиваль в Гдыне                        | Лучший режиссёрский дебют       | Кролль         | Победа    |
| 1991 | Кинофестиваль в Гдыне                        | Специальный приз жюри           | Кролль         | Победа    |
| 1992 | Кинофестиваль в Гдыне                        | Лучший режиссёр                 | Псы            | Победа    |
| 1993 | Золотая утка                                 | Лучший режиссёр                 | Псы            | Победа    |
| 1993 | Премия имени Януша Зайделя                   | Лучший роман в жанре фантастики | Ja, Gelerth    | Номинация |
| 1996 | Кинофестиваль в Гдыне                        | Лучший режиссёр                 | Сладко-горький | Победа    |
| 2012 | Орлы                                         | Лучший фильм                    | Колоски        | Номинация |
| 2013 | Иерусалимский международный кинофестиваль    | Лучший фильм                    | Колоски        | Победа    |
| 2014 | Camerimage                                   | Лучший фильм                    | Джек Стронг    | Номинация |
| 2014 | Puchon International Fantastic Film Festival | Лучший фильм                    | Джек Стронг    | Номинация |
| 2014 | Орлы                                         | Лучший режиссёр                 | Джек Стронг    | Номинация |
| 2014 | Орлы                                         | Лучший сценарий                 | Джек Стронг    | Номинация |
| 2014 | Орлы                                         | Лучший фильм                    | Джек Стронг    | Номинация |
| 2014 | Орлы                                         | Приз зрителей                   | Джек Стронг    | Номинация |